# Iglesia de San Martín (Jocano)
La iglesia de San Martín es un edificio situado en el concejo español de Jocano, en la provincia de Álava.

## Descripción
El edificio se encuentra en el concejo español de Jocano, del municipio de Cuartango, perteneciente a la provincia de Álava, en la comunidad autónoma del País Vasco. Se menciona como iglesia parroquial del lugar en el noveno volumen del Diccionario geográfico-estadístico-histórico de España y sus posesiones de Ultramar de Pascual Madoz, donde aparece descrita con las siguientes palabras: «igl. parr. (San Martin) servida por 2 beneficiados, uno de los cuales con título de cura». En el tomo de la Geografía general del País Vasco-Navarro dedicado a Álava y escrito por Vicente Vera y López, se dice lo siguiente: «Tiene una parroquia de categoría rural de segunda clase dedicada á San Martín, perteneciente al arciprestazgo de Cuartango».